# Dear (ViViDの曲)
「Dear」（ディアー）は、日本のヴィジュアル系ロックバンド・ViViDのインディーズ2作目のシングル。

## 概要
- 前作「Take-off」から約1ヶ月ぶりのシングル。
- 初回限定盤と通常盤の2形態で発売され、初回限定盤には特典として表題曲のPVを収録したDVDが同梱された。

## 収録曲
1. Dear [4:20]
作詞：シン
作曲：イヴ
編曲：ViViD
2. Distance of mind [3:52]
作詞：シン
作曲：イヴ
編曲：ViViD
3. 睡蓮人 [4:28]
作詞・作曲：シン
編曲：ViViD